# Deborah May
Deborah May (Remington (Indiana)) is een Amerikaanse actrice.

## Biografie
May begon met acteren in 1973 met de televisieserie The Streets of San Francisco. Hierna heeft zij nog meerdere rollen gespeeld in televisieseries en films, zoals St. Elsewhere (1985-1986), Murder One (1995-1996), The Larry Sanders Show (1992-1998) en ER (1996-2002).
May is in 1983 getrouwd met George DelHoyo met wie zij twee kinderen heeft.

## Filmografie

### Films
- 2021 Witch Hunt - als Cynthia
- 2000 The Kid – als gouverneur
- 2000 Nurse Betty – als Gloria Walsh
- 1996 After Jimmy – als Karen
- 1996 The Tomorrow Man – als ??
- 1995 The Other Mother: A Moment of Truth Movie – als Kate
- 1995 A Walton Wedding – als Sybil Carruthers
- 1992 Caged Fear – als Mrs. Charles
- 1992 Sexual Advances – als Rita
- 1992 Oh Pioneers! – als Mrs. Bergson
- 1990 Call Me Anna – als Ethel Ross
- 1988 In the Line of Duty: The F.B.I. Murders – als Elaine McNeill
- 1988 Johnny Be Good – als Mrs. Walker
- 1988 Why on Earth? – als Healer Wilson
- 1985 The Eagle and the Bear – als ??
- 1984 The Woman in Red – als gastvrouw
- 1980 Mom, The Wolfman and Me – als Gunilla
- 1976 The Taming of the Shrew – als weduwe

### Televisieseries
Uitgezonderd eenmalige gastrollen.
- 2016-2017 The Walking Dead – als Natania – 3 afl.
- 2014-2015 The Last Ship - als president Geller - 2 afl.
- 2002 Boomtown – als Ellen Little – 2 afl.
- 1996-2002 ER – als Mary Chain – 7 afl.
- 2002 Days of our Lives – als Iris – 4 afl.
- 2001 Gideon's Crossing – als dokter – 3 afl.
- 1992-1998 The Larry Sanders Show – als Melanie Parrish – 10 afl.
- 1995-1996 Murder One – als Dana Benson – 5 afl.
- 1993 Hearts Afire – als Hollis – 2 afl.
- 1988-1990 L.A. Law – als Carla Stritch – 2 afl.
- 1985-1986 St. Elsewhere – als Terri Valere – 12 afl.
- 1980-1982 Guiding Light – als Renne DuBois – 2 afl.

- Library of Congress Control Number: no92019977
- Nationale Bibliotheek van Israël: 987007340656905171
- Virtual International Authority File: 26632401
- WorldCat: E39PCjxc4rwr7gbHhQjJ3tVdXq